# Allemagne aux Jeux mondiaux de 2009
Cet article contient des informations sur la participation et les résultats de l' Allemagne aux Jeux mondiaux de 2009 à Kaohsiung à Taïwan.

## Médailles

### Or
| Sport              | Discipline               | Sportifs       |
| Médailles d'or : 6 |                          |                |
| Parachutisme       | Précision d'atterrissage | Stefan Wiesner |
| Ju-jitsu           | −85 kg Hommes            | Andreas Kuhl   |
| Ju-jitsu           | −62 kg Femmes            | Sabrina Hatzky |
| Karaté             | Kumite +80 kg Hommes     | Jonathan Horne |

### Argent
| Sport                  | Discipline    | Sportifs                             |
| Médailles d'argent : 6 |               |                                      |
| Ju-jitsu               | −77 kg Hommes | Mario Staller                        |
| Ju-jitsu               | Double Hommes | Richard Hohenacker Juri Hatzenbühler |

### Bronze
| Sport                    | Discipline           | Sportifs        |
| Médailles de bronze : 10 |                      |                 |
| Ju-jitsu                 | −70 kg Femmes        | Sonja Kinz      |
| Karaté                   | Kumite +60 kg Femmes | Silvia Sperner  |
| Kayak-polo               | Kayak-polo Femmes    | Equipe féminine |